# Wrota Kaukaskie
Wrota Kaukaskie lub Alańskie  - w średniowieczu nazwa wąwozu Darialskiego w pobliżu góry Kazbek, którą spływa rzeka Tieriek. W źródłach arabskich znana jest jako Bal-al-Lan z powodu swej niedostępności.  